# Björn Kuipers
Björn Kuipers (phát âm tiếng Hà Lan: [ˈbjɵrn ˈkœypərs]; sinh ngày 28 tháng 3 năm 1973) là một trọng tài bóng đá người Hà Lan. Ông đã là trọng tài FIFA từ năm 2006 và trọng tài UEFA từ năm 2009.
Kuipers cũng là trọng tài được giao bắt chính các trận đấu quan trọng: Siêu cúp châu Âu 2011, Chung kết UEFA Europa League 2013 và 2018, Chung kết Cúp Liên đoàn các châu lục 2013, Chung kết UEFA Champions League 2014 và Chung kết UEFA Euro 2020.

## Giải vô địch bóng đá thế giới
| Giải vô địch bóng đá thế giới 2014 - Brasil | Giải vô địch bóng đá thế giới 2014 - Brasil | Giải vô địch bóng đá thế giới 2014 - Brasil | Giải vô địch bóng đá thế giới 2014 - Brasil |
| Ngày                                        | Trận đấu                                    | Địa điểm                                    | Vòng                                        |
| ------------------------------------------- | ------------------------------------------- | ------------------------------------------- | ------------------------------------------- |
| 14 tháng 6 năm 2014                         | Anh – Ý                                     | Manaus                                      | Vòng bảng                                   |
| 20 tháng 6 năm 2014                         | Thụy Sĩ – Pháp                              | Salvador                                    | Vòng bảng                                   |
| 28 tháng 6 năm 2014                         | Colombia – Uruguay                          | Rio de Janeiro                              | Vòng 16 đội                                 |
| Giải vô địch bóng đá thế giới 2018 - Nga    |                                             |                                             |                                             |
| Ngày                                        | Trận đấu                                    | Địa điểm                                    | Vòng                                        |
| 15 tháng 6 năm 2018                         | Ai Cập – Uruguay                            | Ekaterinburg                                | Vòng bảng                                   |
| 22 tháng 6 năm 2018                         | Brasil – Costa Rica                         | Saint Petersburg                            | Vòng bảng                                   |
| 1 tháng 7 năm 2018                          | Tây Ban Nha – Nga                           | Moskva                                      | Vòng 16 đội                                 |
| 7 tháng 7 năm 2018                          | Thụy Điển – Anh                             | Samara                                      | Tứ kết                                      |